# تپه شماره ۳ شهرآباد
تپه شماره ۳ شهرآباد مربوط به دوران‌های تاریخی پس از اسلام است و در استان قزوین، شهرستان آبیک، بخش بشاریات، روستای شهرآباد واقع شده و این اثر در تاریخ ۱۹ اسفند ۱۳۸۰ با شمارهٔ ثبت ۴۹۸۲ به‌عنوان یکی از آثار ملی ایران به ثبت رسیده است.